# Finlanda de Sud
Provincia Finlanda de Sud este o provincie a Finlandei. Are graniță cu provinciile Finlanda de Vest și Finlanda de Est. Se învecinează și cu Golful Finic și Rusia.
În 1997, Finlanda a fost reorganizată politico-administrativ. Provinciile Uusimaa, Kymi și partea sudică a provinciei Häme au format atunci noua provincie a Finlandei de Sud.
Capitala provinciei este Hämeenlinna. Finlanda de Sud este împărțită în șase regiuni:
- Carelia de Sud (Etelä-Karjala/ Södra Karelen)
- Päijänne Tavastia (Päijät-Häme/ Päijänne Tavastland)
- Tavastia Proprie (Kanta-Häme/ Egentliga Tavastland)
- Uusimaa (Uusimaa/ Nyland)
- Uusimaa de Est (Itä-Uusimaa/ Östra Nyland)
- Kymenlaakso (Kymenlaakso/ Kymmenedalen)